# Margarita de Tirol
Margarita de Tirol, apodada Margarita Maultasch (1318 - Viena, 3 de octubre de 1369) fue la última condesa de Tirol de la Casa de Gorizia (línea Meinhardiner), y pretendiente al ducado de Carintia. Tras su muerte, Tirol fue anexado a las tierras austriacas de la dinastía Habsburgo.

## Vida

### Primeros años
Margarita fue la única hija sobreviviente de Enrique de Carintia, también landgrave de Carniola, conde de Tirol y antiguo rey de Bohemia con su segunda esposa, Adelaida, una hija del duque Enrique I de Brunswick-Grubenhagen. Debido a que su padre no había tenido ningún hijo varón de sus tres matrimonios, él logró llegar a un acuerdo con el emperador Luis IV en 1330 que permitió a Margarita suceder a su padre en Carintia y Tirol, mientras que el ducado de Carniola le sería entregado a la Casa Habsburgo.
En la lucha entre las dinastías Habsburgo, Wittelsbach y Luxemburgo, el emperador Luis IV había asegurado su posición tras derrotar a su rival Federico el Hermoso, un Habsburgo, en la batalla de Mühldorf de 1322 – un hecho que incitó a su anterior aliado de Luxemburgo, Juan I de Bohemia, a aumentar su poder. Se reunió con Enrique de Carintia, su antiguo cuñado y a quien había derrotado en la lucha por el trono bohemio en 1310, y selló el compromiso de su hijo menor, Juan Enrique, hermano del futuro emperador Carlos IV, con Margarita en 1327.
Juan Enrique fue enviado a Tirol, y en 1330 con la aprobación del emperador Luis IV, él y Margarita se casaron en Innsbruck a los ocho y doce años de edad, respectivamente. Según fuentes contemporáneas, los niños se odiaron desde el principio.

### Reinado
Por este matrimonio, el rey Juan I de Bohemia se aseguró el acceso a los Alpes hacia Italia, lo cual llevó al emperador a romper los arreglos que hizo con el padre de Margarita. Cuando Enrique de Carintia falleció en 1335, Luis IV entregó Carintia al duque Alberto II de Austria, un Habsburgo, que era pretendiente a la herencia como el hijo mayor del rey Alberto I de Habsburgo y de Isabel de Tirol, la tía paterna de Margarita. Tirol fue tomado por los Wittelsbach, por ello despojando a Margarita y a su marido de sus títulos. Sin embargo, cuando Tirol fue reclamado por los Wittelsbach bávaros, ella se alió con la Casa de Luxemburgo. Su competente cuñado Carlos, respaldado por la nobleza local, aseguró la sucesión de Margarita como condesa.

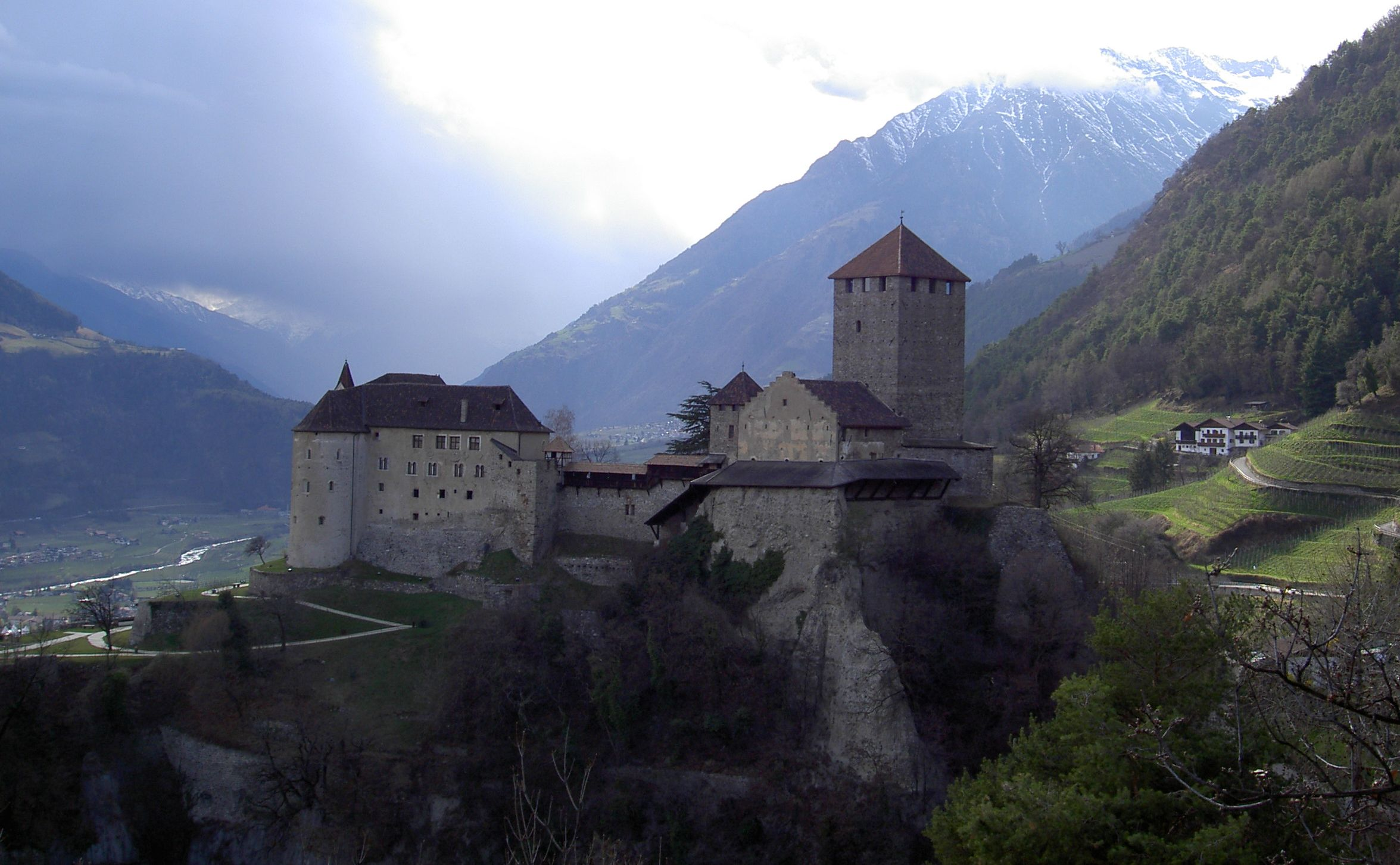
Castillo Tirol.

Sin embargo, la situación empeoró. El joven Juan Enrique resultó ser un cogobernante altivo e incompetente, así como un derrochador que no era respetado por la aristocracia tirolesa. Su hermano, Carlos, actuó temporalmente como regente; sin embargo, sus esfuerzos de mediación fueron rechazados y en 1336/1337 abandonó Tirol para acompañar a su padre en las cruzadas prusianas. Cuando en la noche del 1 de noviembre de 1341, Juan Enrique regresó de cazar, Margarita le negó la entrada al castillo Tirol. Furioso, él viajó por el país pero ningún noble quiso darle albergue. Finalmente se vio obligado a abandonar Tirol, y fue recibido como refugiado por el patriarca de Aquilea, Bertrand de Saint-Geniès.
Margarita otra vez usó a las dinastías rivales unas contra otras, y evitó la venganza de los desfavorecidos Luxemburgo respaldándose en la Casa de Wittelsbach: en presencia del emperador Luis IV, Margarita contrajo matrimonio con el margrave Luis I de Brandeburgo, hijo mayor del emperador, el 10 de febrero de 1342 en Merano. El hecho de que Margarita se hubiera casado sin haberse divorciado de Juan Enrique causó un escándalo en Europa, y esto resultó en la excomunión de ambos por el Papa Clemente VI. El margrave Luis se ganó el apoyo de los nobles tiroleses y declaró el matrimonio de Margarita con Juan Enrique nulo. Los estudiosos Guillermo de Ockham y Marsilio de Padua defendieron este "primer matrimonio civil" de la Edad Media, afirmando que Juan Enrique nunca consumó el matrimonio.
El ex-cuñado de Margarita, Carlos IV, elegido antirrey alemán en oposición al emperador Luis en 1346, asedió el castillo Tirol al año siguiente; sin embargo, tuvo que abandonar el asedio sin éxito, aunque no antes de incendiar las ciudades de Bolzano y Merano en un acto de venganza. Después de la muerte del emperador en octubre, Carlos logró consolidar el gobierno de los Luxemburgo y abandonó su actitud hostil. Él disolvió el matrimonio de su hermano con Margarita según el derecho canónico para obtener una dispensa papal para Juan Enrique, así podría casarse con Margarita de Opava, hija del duque Nicolás II de Opava, en 1349.
La condesa forjó una nueva alianza casando a su hijo, Meinhard, con Margarita de Habsburgo, la hija menor del duque Alberto II de Austria. Con la ayuda de los Habsburgo, la condesa y su segundo marido fueron finalmente absueltos de la excomunión por el Papa Inocencio VI en 1359.

### Retiro
Tras la muerte repentina de su marido Luis en 1361, su hijo Meinhard III sucedió a su padre como duque de Baviera y conde de Tirol. Sin embargo, Meinhard falleció menos de dos años más tarde sin herederos, un mes antes de cumplir veintiún años. Su muerte precipitó una invasión por parte de su tío, el duque Esteban II de Baviera-Landshut. Esteban, aliado con Bernabé Visconti, re-unió Landshut con Baviera y también reclamó Tirol. Otra vez amenazada con perder su patrimonio, Margarita finalmente se vio obligada a cederle el condado de Tirol al cuñado de su hijo fallecido, el duque (y "archiduque" autoproclamado) Rodolfo IV de Austria, que lo anexó a sus dominios austriacos. El conflicto sobre Tirol fue resuelto por la paz de Schärding de 1369 entre el hermano y sucesor de Rodolfo, Alberto III de Austria, y el duque Esteban II, que exigió compensación financiera tras la muerte de Margarita.
Margarita murió en el exilio en Viena, el 3 de octubre de 1369, y está enterrada en el Minoritenkirche.
El heredero feudal de Margarita hubiera sido Federico III, hijo de su primo mayor y gobernante de la isla de Sicilia, el único descendiente de Otón III de Carintia, penúltimo gobernante de la dinastía Gorizia-Tirol. Le habría sucedido Juana de Aragón, condesa de Foix, en 1401; y en 1407 Yolanda de Aragón, reina de Nápoles (ambas hijas de Juan I de Aragón). En 1740 el condado regresaría a los Habsburgo, cuando María Teresa I de Austria, esposa del heredero aragonés Francisco III de Lorena, se convirtió también en condesa de Tirol.

## Apodos
En la disputa por su divorcio y segundas nupcias, Margarita recibió el apodo Maultasch (literalmente "boca de bolsa", cf. Maultasche, que significa "prostituta" o "mujer despiadada") en la propaganda eclesiástica contemporánea. El epíteto se vio documentado por primera vez en una secuela de la Sächsische Weltchronik (Crónica Mundial Sajona) de 1366; fue llamada también Medusa por el cronista florentino Filippo Villani, y es conocida por una gran variedad de apodos, incluyendo: Kriemhild, Medusa, Boca de Bolsa, la Bocona, la Boca de Bolsa, Boca de Bolsillo, la Loba de Tirol, la Duquesa Fea, y La de la Boca de Bolsa.
Contemporáneos como el cronista Juan de Winterthur describieron a Margarita como excepcionalmente bella; debido a la carencia de retratos, el apodo Maultasch llevó a que se le considere como una mujer con deformidades faciales. El retrato de Quinten Massys, La duquesa fea, de 1513 (el cual se creía que había estado inspirado en una sanguina de Leonardo da Vinci, pero es más probable que este último se haya inspirado en Massys ) podría referirse a Margarita, y también fue la modelo de Sir John Tenniel para la "Duquesa" en sus ilustraciones de Las aventuras de Alicia en el país de las maravillas de Lewis Carroll. En 1816, Jacob Grimm recopiló las "Leyendas de Margarete" en su libro Sagas Alemanas, y Lion Feuchtwanger utilizó su historia en su novela, La Duquesa Fea, de 1923. La leyenda del asedio fallido de Margarita al castillo de Hochosterwitz y su perspicaz cuartel fue popularizada por el psicólogo Paul Watzlawick.